# Флат Вітч
Острів Флат Вітч (англ. Flat Witch Island, дослівно перекладається як Острів Відьмин Будинок) — острів, розташований неподалік південно-західного узбережжя Тасманії, Австралія. Острів є одним із групи островів Матсайкер, влючений до Південно-Західного національного парку, який є частиною об'єкту Світової спадщини ЮНЕСКО Дика природа Тасманії.
Найвища точка острова знаходиться на висоті 100 метрів над рівнем моря. Площа острова складає 64 га.

## Фауна
Острів є частиною групи островів Матсайкер, ідентифікованої BirdLife International як важлива орнітологічна територія через їх важливість як місця розмноження морських птахів. Зафіксовані розмноження таких морських птахів, як кулики, пінгвіни малі (400 пар), тонкодзьобі буревісники (500000 пар), пріони сніжні (10000 пар), Pelecanoides urinatrix (100 пар), Larus pacificus, Chroicocephalus novaehollandiae і Haematopus fuliginosus. Також на острові було зафіксовано Antechinus minimus. Arctocephalus pusillus і новозеландський морський котик використовують південне узбережжя острова як лежбище, і останній вид народжується там в невеликих кількостях. Також на острові можна зустріти Carinascincus pretiosus.